# Gare de Beervelde
La gare de Beervelde est une gare ferroviaire belge de la 59, d'Anvers à Gand-Dampoort, située à Beervelde, section de la commune de Lochristi, dans la province de Flandre-Orientale en région flamande.
Elle est mise en service en 1847 par la Compagnie du chemin de fer d'Anvers à Gand par Saint-Nicolas et Lokeren. C'est un arrêt sans personnel de la Société nationale des chemins de fer belges (SNCB) desservie par des trains Suburbains (S53) et d'Heure de pointe (P).

## Situation ferroviaire
Établie à 7 mètres d'altitude, la gare de Beervelde est située au point kilométrique (PK) 52,700 de la ligne 59, d'Anvers à Gand-Dampoort, entre les gares ouvertes de Lokeren et de Gand-Dampoort.

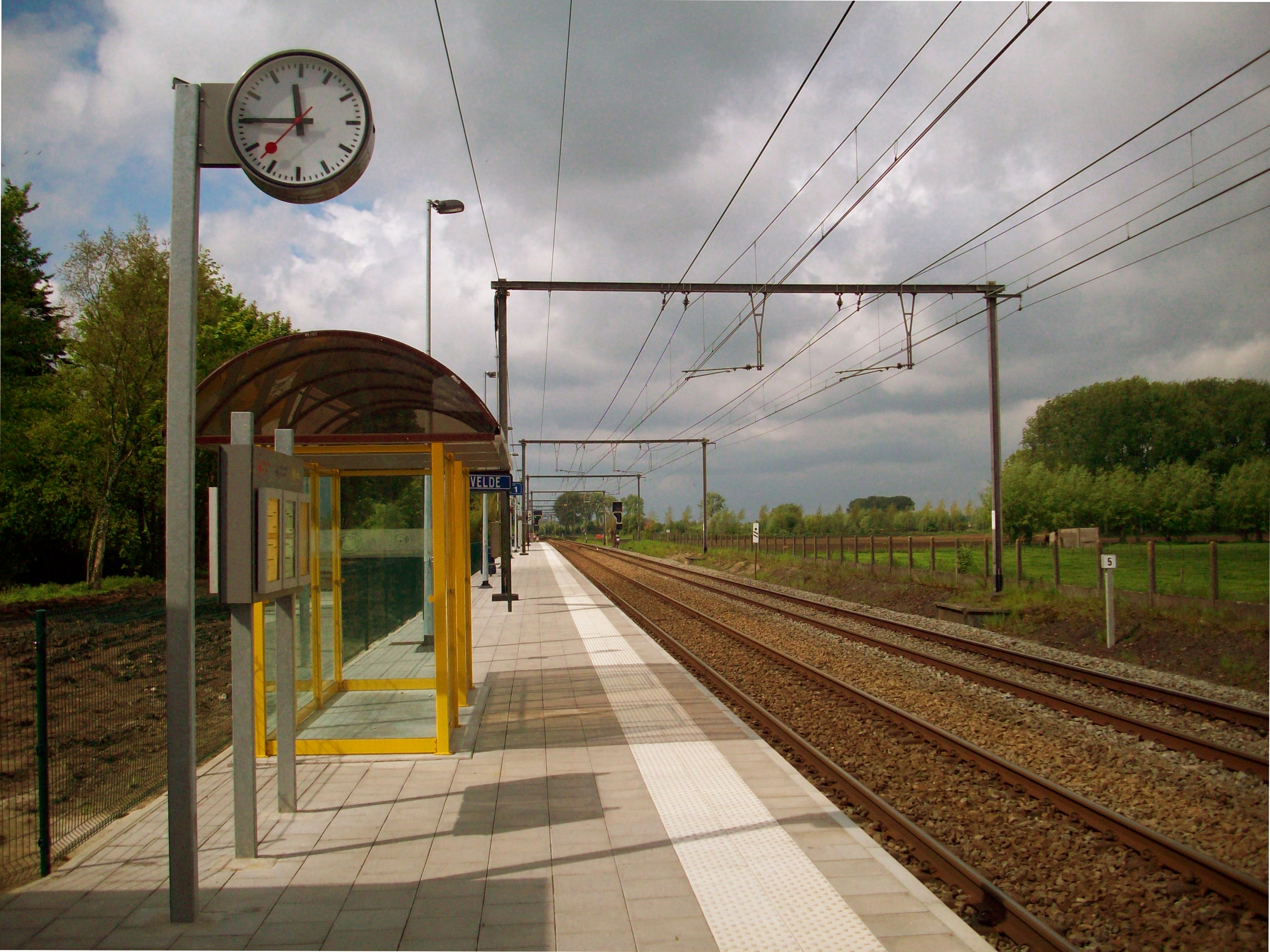
Voies et l'un des quais.

## Historique

### Histoire
La « station de Beirvelde » est mise en service le 9 août 1847 par la Compagnie du chemin de fer d'Anvers à Gand par Saint-Nicolas et Lokeren, lorsqu'elle ouvre à l'exploitation son chemin de fer de Gand à Anvers. Lors de cette ouverture, le bâtiment pour l'exploitation n'est pas encore construit.
Après la nationalisation de la compagnie par l’État belge, elle reçoit une un bâtiment de gare de Gare de plan type 1895 avec une aile basse, comportant cinq travées, à droite du corps de logis.
Comme toutes les gares situées entre Dampoort et Saint-Nicolas, sauf Lokeren, elle ferme en 1957.
Elle rouvre en 1973, à l'occasion de l'électrification de la ligne mais ferme à nouveau en 1984 avant de rouvrir en 2008.
Le bâtiment de la gare, inutilisé, a été proposé à la vente en 2019. N'ayant pas trouvé de repreneur, il finalement démoli en 2024,.

### Nom de la gare
Deux écritures du nom de la gare sont utilisés : dénommée « Beirvelde » lors de sa mise en service, elle devient « Beervelde » en 1938.

## Service des voyageurs

### Accueil
Halte SNCB, c'est un point d'arrêt non géré (PANG) à accès libre. Elle dispose de deux quais, qui ne sont pas face à face mais en position décalée, avec un abri sur chacun.
La traversée des voies et le passage d'un quai à l'autre s'effectuent par l'intermédiaire du passage à niveau routier.

### Desserte
Beervelde est desservie par des trains Suburbains (S) (ligne S53) et d'Heure de pointe (P) de la SNCB qui effectuent des missions sur la ligne commerciale 59 (Gand - Anvers) (voir brochure SNCB).
En semaine, la desserte comprend, toutes les heures, un train S53 entre Lokeren et Gand-Saint-Pierre. Le matin, il existe un unique train P Saint-Nicolas - Schaerbeek (retour l’après-midi), qui ne s'arrête pas à Gand-Saint-Pierre.
Les week-ends et jours fériés, Beervelde est desservie toutes les heures par des trains S53 Anvers-Central - Gand-Saint-Pierre.

### Intermodalité
Un parc pour les vélos et un parking pour les véhicules y sont aménagés. Des bus desservent la gare.

## Comptage voyageurs
Ce graphique et tableau montre le nombre de voyageurs embarquant en moyenne durant la semaine, le samedi et le dimanche.
| Nombre de passagers qui embarquent à la gare de Beervelde | Nombre de passagers qui embarquent à la gare de Beervelde | Nombre de passagers qui embarquent à la gare de Beervelde | Nombre de passagers qui embarquent à la gare de Beervelde |
|                                                           | Semaine                                                   | Samedi                                                    | Dimanche                                                  |
| --------------------------------------------------------- | --------------------------------------------------------- | --------------------------------------------------------- | --------------------------------------------------------- |
| 1977                                                      | 152                                                       | 32                                                        | 28                                                        |
| 1978                                                      | 133                                                       | 22                                                        | 14                                                        |
| 1979                                                      | 121                                                       | 15                                                        | 22                                                        |
| 1980                                                      | 134                                                       | 9                                                         | 19                                                        |
| 1981                                                      | 183                                                       | 25                                                        | 16                                                        |
| 1982                                                      | 160                                                       | 17                                                        | 12                                                        |
| 1983                                                      | 158                                                       | 17                                                        | 12                                                        |
| 1984                                                      | -                                                         |                                                           | -                                                         |
| 1985                                                      | -                                                         |                                                           | -                                                         |
| 1986                                                      | -                                                         | -                                                         | -                                                         |
| 1987                                                      | -                                                         | -                                                         | -                                                         |
| 1988                                                      | -                                                         | -                                                         | -                                                         |
| 1989                                                      | -                                                         | -                                                         | -                                                         |
| 1990                                                      | -                                                         | -                                                         | -                                                         |
| 1991                                                      | -                                                         | -                                                         | -                                                         |
| 1992                                                      | -                                                         | -                                                         | -                                                         |
| 1993                                                      | -                                                         | -                                                         | -                                                         |
| 1994                                                      | -                                                         | -                                                         | -                                                         |
| 1995                                                      | -                                                         | -                                                         | -                                                         |
| 1996                                                      | -                                                         | -                                                         | -                                                         |
| 1997                                                      | -                                                         | -                                                         | -                                                         |
| 1998                                                      | -                                                         | -                                                         | -                                                         |
| 1999                                                      | -                                                         | -                                                         | -                                                         |
| 2000                                                      | -                                                         | -                                                         | -                                                         |
| 2001                                                      | -                                                         | -                                                         | -                                                         |
| 2002                                                      | -                                                         | -                                                         | -                                                         |
| 2003                                                      | -                                                         | -                                                         | -                                                         |
| 2004                                                      | -                                                         | -                                                         | -                                                         |
| 2005                                                      | -                                                         | -                                                         | -                                                         |
| 2006                                                      | -                                                         | -                                                         | -                                                         |
| 2007                                                      | -                                                         | -                                                         | -                                                         |
| 2008                                                      | -                                                         | -                                                         | -                                                         |
| 2009                                                      | 154                                                       | -                                                         | -                                                         |
| 2010                                                      | -                                                         | -                                                         | -                                                         |
| 2011                                                      | -                                                         | -                                                         | -                                                         |
| 2012                                                      | 190                                                       | -                                                         | -                                                         |
| 2013                                                      | 224                                                       | -                                                         | -                                                         |
| 2014                                                      | 213                                                       | -                                                         | -                                                         |
| 2015                                                      | 232                                                       | -                                                         | -                                                         |
| 2016                                                      | 196                                                       | -                                                         | -                                                         |
| 2017                                                      | 215                                                       | -                                                         | -                                                         |
| 2018                                                      | 201                                                       | 73                                                        | 49                                                        |
| 2019                                                      | 214                                                       | 53                                                        | 38                                                        |
| 2020                                                      | 148                                                       | 42                                                        | 29                                                        |
| 2021                                                      | -                                                         | -                                                         | -                                                         |
| 2022                                                      | 283                                                       | 70                                                        | 105                                                       |
| 2023                                                      | 547                                                       | 112                                                       | 130                                                       |
| 2024                                                      | 319                                                       | 142                                                       | 117                                                       |

## Galerie de photos

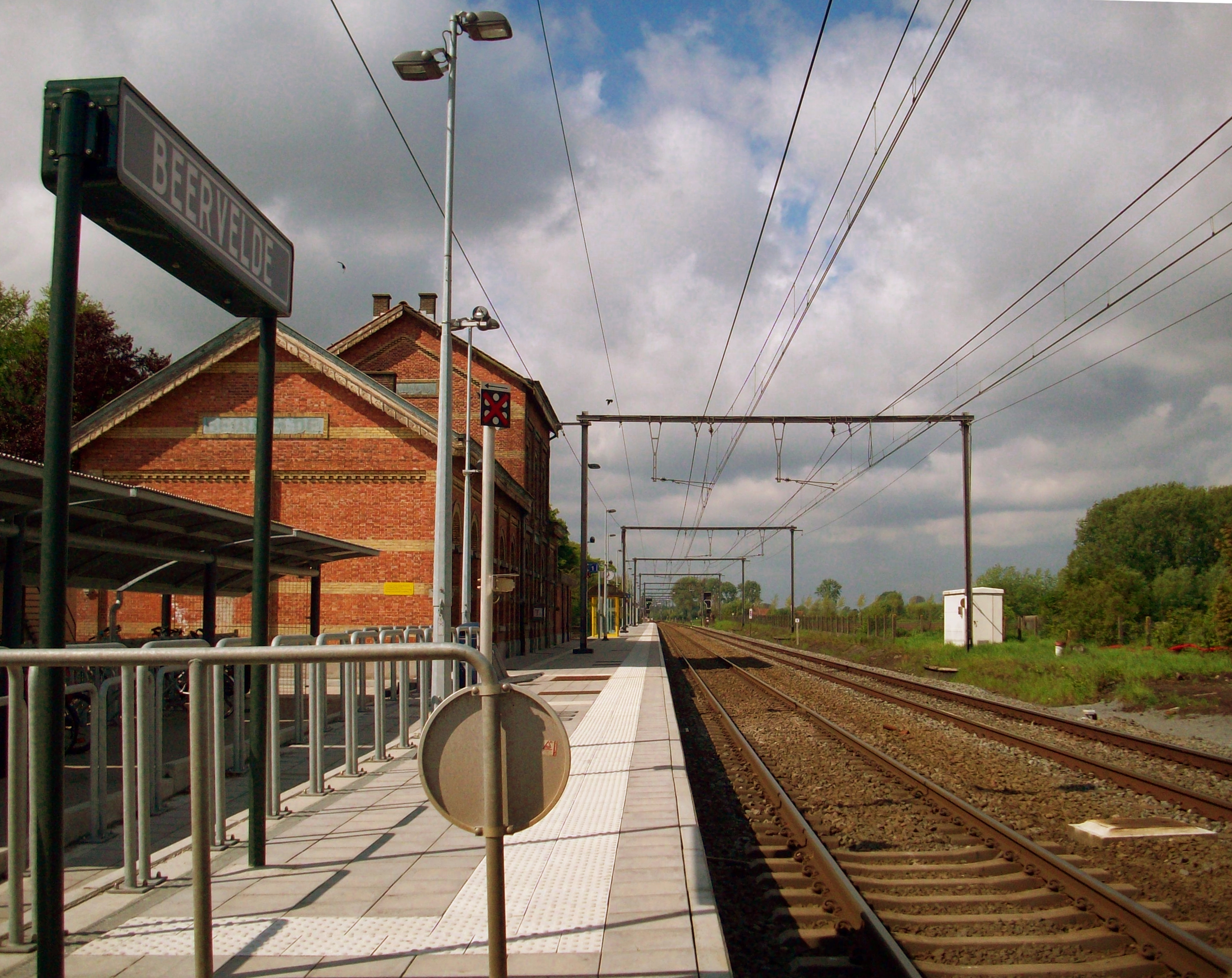
Abri à vélos et quai.
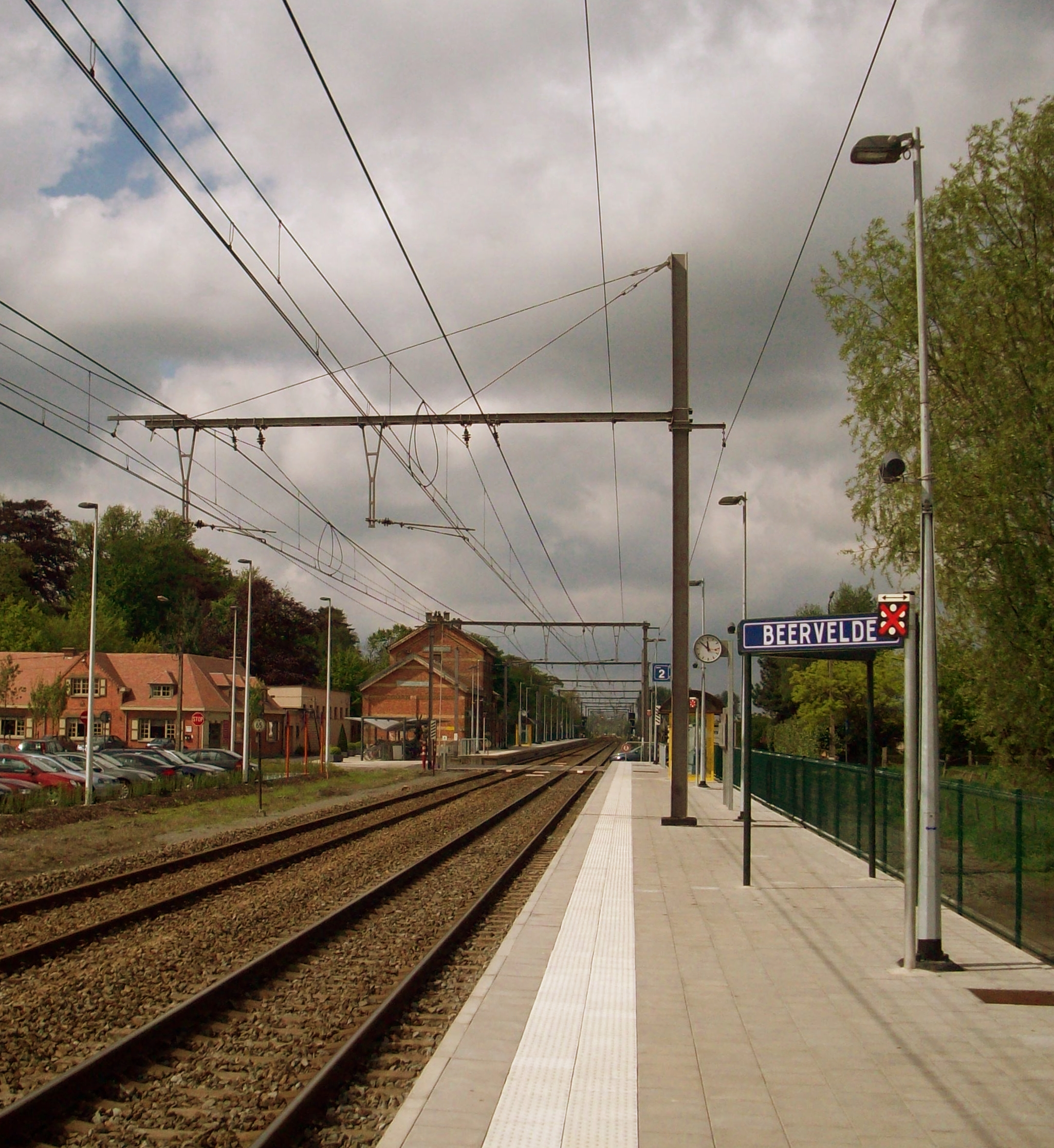
Les deux quais.
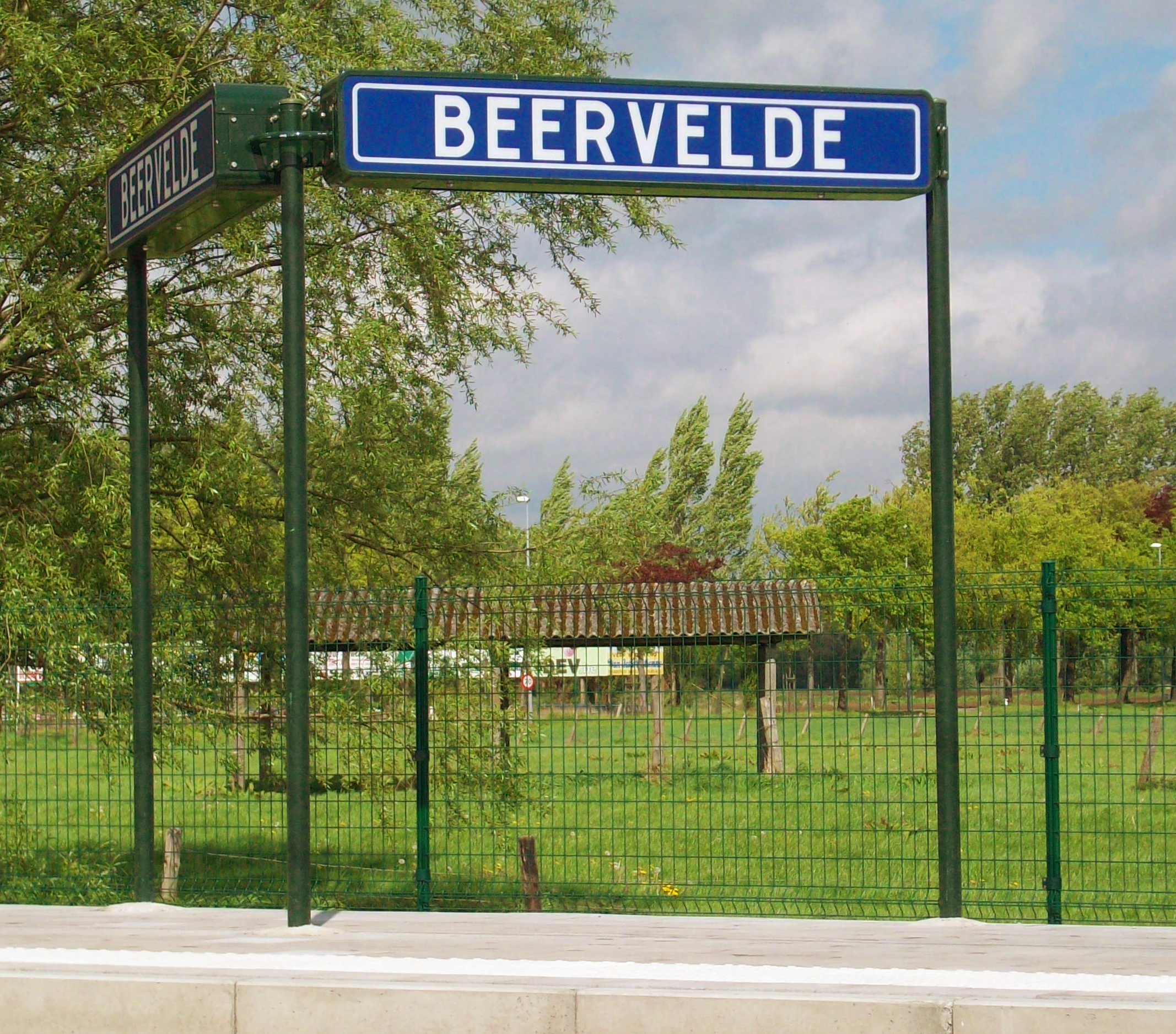
Panneau de quai.